# El arte de los ruidos

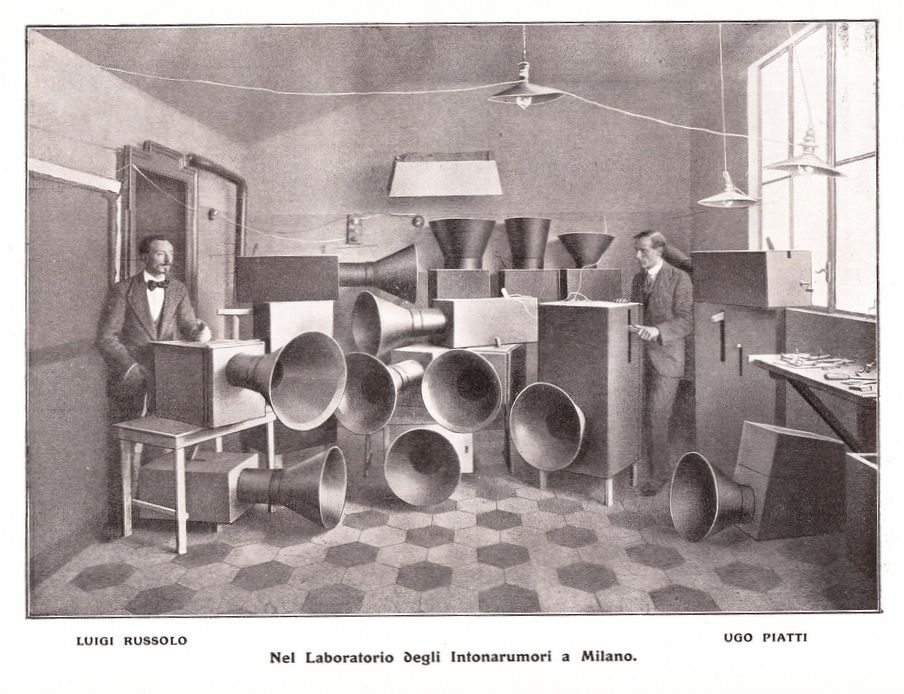
Luigi Russolo y Ugo Piatti con los intonarumori en 1913.

El arte de los ruidos (L'arte dei Rumori) es un manifiesto futurista escrito por Luigi Russolo en una carta escrita en 1913 a su amigo y compositor futurista Francesco Balilla Pratella. En él, Russolo considera que el oído humano se ha acostumbrado a la velocidad, la energía y el ruido del paisaje urbano e industrial. Además, esta nueva paleta sonora requiere de un nuevo acercamiento a la instrumentación y composición musical. Por ello propone un número de conclusiones acerca de como la electrónica y otras tecnologías podrán permitir a los músicos futuristas "sustituir la limitada variedad de timbres que una orquesta procesa hoy por una infinita variedad de timbres que se encuentran en los ruidos, reproducidos con los mecanismos apropiados".
El arte de los ruidos está considerado como uno de los más importantes e influyentes textos del siglo XX en estética musical. La primera traducción completa al español fue publicada por la editorial argentina Dobra Robota Editora a comienzos del 2018.

## La música futurista
Los primeros conciertos de música futurista se dieron, el 2 de junio de 1913, en el Teatro Storchi de Módena, donde Russolo presentó un “detonador” (scorppiatore) con ruido de “motor de combustión y que ofrecía ya una gama de 10 alturas. Parece ser que llegaron a oírlo cerca de 2000 personas que “no estuvieron de acuerdo con las pretensiones futuristas”, provocando alborotos y una cascada de artículos de periódico llenos de insultos (estruendo cacofónico carente de lógica o “estética elitista” solo desarrollada para “impresionar a los burgueses [épater les bourgois); eran algunas de las acusaciones más reiteradas. 
La velocidad de Russolo en la construcción de sus nuevos instrumentos (los intonarumori (entona ruido): el Scoppiatore (detonador), el Crepitatori (crujidor), el Ronzatori (el zumbador) y el Stropicciatori (raspador); y para el verano, en que se habían publicado dos partituras de lo que Russolo llamó “redes de ruido”, tituladas Risveglio di una Cittá (El despertar de una ciudad) y Convegno d’ Aeroplani e d’Atomobili (Reunión de automóviles y aviones), vemos 4 modelos más.  
Así, cuando el 11 de agosto, presentó ya una orquesta futurista de 16 intonarumori diferentes (veremos que al final hubo 27 tipos), todos con nombres onomatopéyicos según el sonido producido: aullidos, crepitación, arrugas, explosión, es decir, crepitatore, ronzatore, etc. Según Russolo se podían “llegar a obtener treinta il ruidos diversos”. A dicha exhibición asistieron varios futuristas (Pratella incluido), así como Igor Stravinsky, Sergei Diaghilev y Massine Léonide.
En sus memorias La velada futurista (Le serate futuriste: 1930), Francesco Cangiullo, futurista, recordó esa noche de este modo: 

Pratella “el cisne de Romaña”, llegó a Milán con la esperanza de encontrar que ninguno de los invitados se hubiera presentado, y que él no tendría que tocar ni una nota. Pero fue arrastrado hasta el piano y obligado a tocar y cantar su música con una boca que hubiera preferido abrir para un buen plato de sopa de pescado. De una manera u otra las piezas concluyeron, y Russolo se acercó a uno de los ocho o nueve Intonarumoris. El Crepitatore crepitó y generó mil chispas como un torrente sombrío. Stravinsky saltó del diván como rebotando de un colchón de muelles, con un silbido de emocionada alegría. Al mismo tiempo, un Frusciatore crujió como las telas de seda, o como las hojas nuevas en abril. El compositor se lanzó frenéticamente al piano, en un intento de reproducir ese prodigioso sonido onomatopéyico, pero sus dedos ávidos exploraron todos los semitonos en vano. Mientras tanto, el bailarín [Massine] movía sus piernas profesionales. Diaghilev decía “ah, ah” como una codorniz sorprendida, lo que en él era la más alta señal de aprobación. Con los movimientos de sus piernas, el bailarín estaba tratando de decir que la extraña sinfonía era bailable, mientras que Marinetti, más feliz que nunca, hizo traer té, pasteles y licores. Boccioni susurró a Carra que los invitados habían sido ganados [NT: para la causa futurista]. La única persona que permaneció impasible fue el propio Russolo. Pellizcó su barba de chivo y dijo que había un montón de cosas que modificar todavía: odiaba las alabanzas. Y cuando se inició un cortés murmullo de desacuerdo, Piatti declaró que los experimentos tendrían que empezar de nuevo desde cero. Stravinsky y el pianista eslavo tocaron una frenética versión a cuatro manos del Pájaro de fuego, y Pratella se durmió profundamente a pesar de todo.
Francesco Cangiullo

## Influencia
Si buena parte del público de aquella época contempló con desagrado sus conciertos, lo cierto es que muchos de los más avanzados compositores de la época lo recibieron con mucha curiosidad. Algunos incluso reconocieron la influencia de un concepto tan novedoso. Hablamos de gente como Stravinski, Edgar Varese, Ravel, Darius Milhaud etcétera. 
Con los años Russolo refinó sus apariciones públicas y en 1921 presentó algunos conciertos en París, junto a su hermano Antonio, en los que toda una orquesta sinfónica y 27 intonarumori sonaban juntos. Todo esto dio una nueva dimensión al asunto al insertar el ruido dentro de la música y conseguir añadirle ese matiz mecánico que tanto influyó en numerosos compositores de vanguardia posteriores.
Lo que suena provocativo se ha convertido en realidad. Los sonidos concretos han penetrado y se han instalado en la esfera musical. Considerados en lo cotidiano como daños colaterales de nuestra época consumista, estos deshechos invisibles y molestos se convierten en sonido-ruido bajo la batuta del futurista. Y muchos compositores actuales ven ahí un potencial tímbrico inaudito e imperdible.
Medio siglo después, la naciente electrónica musical le rindió el primer homenaje con la invención por Pierre Schaeffer de la música concreta, compuesta combinando grabaciones de ruidos del medio ambiente, y la idea siguió y sigue su camino a través de búsquedas tímbricas totalmente liberadas de prejuicios, tanto en la música como en el arte sonoro.

### Músicos y artistas influenciados porEl arte de los ruidos
- Pierre Schaeffer[2]
- Pierre Henry[2]
- Jean-Michel Jarre
- Art of Noise[10]
- Adam Ant[11]
- Einstürzende Neubauten[2]
- Test Dept[2]
- DJ Spooky[2]
- Francisco López[2]
- Panayiotis Kokoras
- Playing with nuns
- R. Henry Nigl[12]
- Material[13]
- Jean-Luc Hervé Berthelot
- Spiral-Shaped Mind
- Marinos Koutsomichalis